# Lo Zingaro
Lo Zingaro (Le Gitan) è un film del 1975 diretto da José Giovanni.
Il film, con protagonista Alain Delon, è tratto da un romanzo scritto dallo stesso regista.

## Trama
Hugo Sennart, noto come "Zingaro", è appena scappato di prigione. È un gangster formidabile, in rivolta contro una società che, secondo lui, colloca gli zingari "fin dalla loro infanzia sul banco degli accusati". Se tratta severamente i suoi due complici e se punisce senza pietà coloro che "lo tradiscono", è anche duro con se stesso: disprezza il lusso, al punto da non indossare mai un abito e beve solo acqua. Secondo il commissario divisionale Blot, è "un lupo solitario, che caccia per il suo branco". Yan Kuq è anch'egli un gangster esperto, ma di un tipo completamente diverso: è un ladro di alta classe, che conduce uno stile di vita confortevole. I suoi colpi sono sempre meticolosamente preparati, motivo per cui questo scassinatore di casseforti non è quasi mai stato condannato.
Un giorno, di mattina, quando Yan torna dal furto dopo lo scasso di una gioielleria, discute con sua moglie perché ha saputo che lo sta tradendo con un ufficiale di polizia. Alla fine della discussione, la donna cade dal balcone e muore. Consapevole che la polizia non mancherà di stabilire un collegamento tra i due incidenti, decide di scomparire. Lascia Parigi, diretto in Costa Azzurra. Ma, durante la fuga, la sua strada incrocerà più volte quella dello "Zingaro". Nel frattempo il commissario Blot segue le orme dei due gangster contemporaneamente. Un giorno Blot lancia un'operazione su larga scala in una piccola locanda a Champigny-sur-Marne dove, per puro caso, vengono trovati entrambi: Yan e lo "Zingaro".
Yan viene arrestato, uno dei complici dello zingaro viene ucciso, mentre l'altro viene catturato, gravemente ferito. Anche lo "Zingaro" è ferito ma riesce a fuggire su una moto. Il commissario è profondamente convinto che Yan sia l'autore della rapina nella gioielleria, ma non ha prove. Prolunga la sua custodia, pensando di farlo confessare, senza riuscirci. Alla fine è costretto a rilasciare Yan. Lo "zingaro", nel frattempo, si fa curare le ferite da un veterinario. Quindi ritorna al campo nomadi, dove è protetto. Ma ritiene che Yan sia stato arrestato al suo posto e che quindi gli sia debitore. Si reca a Parigi da Yan, che lo accoglie con rispetto e lo ospita per la notte. Ma i due uomini ignorano che nella stessa notte il Commissario Blot sta preparando qualcosa.

## Produzione
Le acrobazie con i veicoli sono state eseguite dalla troupe di Rémy Julienne.